# 16 tháng 4
Ngày 16 tháng 4 là ngày thứ 106 trong mỗi năm thường (ngày thứ 107 trong mỗi năm nhuận). Còn 259 ngày nữa trong năm.

## Sự kiện
- 1917 – Vladimir Ilyich Lenin trở lại Petrograd (ngày nay là Sankt–Peterburg) sau khi bị đày đến Phần Lan.
- 1919 – Mahatma Gandhi kêu gọi chuẩn bị ngày "cầu nguyện và ăn chay" để đáp lại hành động quân Anh tàn sát người Ấn Độ trong Thảm sát ở Amritsar. Gandhi chuẩn bị ngày này, ông chống chính phủ Anh một cách gián tiếp vì ông đã làm ngừng trệ nền kinh tế (không còn người Hindu làm việc trong ngày đó).
- 1947 – Bernard Baruch đặt ra từ "chiến tranh lạnh để diễn tả quan hệ giữa Hoa Kỳ và Liên Xô.
- 1947 – Huỳnh Phú Sổ, giáo chủ Phật giáo Hòa Hảo mất tích.
- 1951 – Ban Chấp hành Trung ương Đảng ban hành Nghị quyết số 09 – NQ/TW về "Thành lập các ban và tiểu ban giúp việc"
- 1972 – Chương trình Apollo: Tàu Apollo 16 đổ bộ xuống Mặt Trăng từ Mũi Canaveral, Florida, Hoa Kỳ.
- 1972 – Chiến tranh Việt Nam: Chiến dịch Nguyễn Huệ: Sau tấn công của quân đội Việt Nam Dân chủ Cộng hòa, quân Mỹ lại tiếp tục ném bom xuống Hà Nội và Hải Phòng.
- 1972 – Tiểu thuyết gia người Nhật Bản Kawabata Yasunari tự tử bằng khí đốt trong một căn phòng tại tỉnh Kanagawa.
- 1975 – Chiến tranh Việt Nam: Ngày Giải phóng tỉnh Ninh Thuận.
- 2007 – Sinh viên Cho Seung-Hui tiến hành thảm sát tại Đại học Bách khoa Virginia, Hoa Kỳ, khiến hàng chục người thương vong.
- 2014 – Phà Sewol bị lật tại Hoàng Hải khi đang trên hành trình từ Incheon đến Jeju, Hàn Quốc, khiến hơn 290 người thiệt mạng.
- 2021 – Bộ phim Thám tử lừng danh Conan: Viên đạn đỏ ra mắt tại Nhật Bản và một số quốc gia khác.

## Sinh
- 1841 – Nguyễn Phúc Trang Tường, phong hiệu Bình Long Công chúa, công chúa con vua Minh Mạng (m. 1864)
- 1867 – Wilbur Wright, phi công đầu tiên (m. 1912).
- 1871 – John Millington Synge, nhà soạn kịch người Ireland (m. 1909)
- 1889 – Charlie Chaplin, diễn viên đóng phim, nhà biên kịch, chủ nhiệm phim (m. 1977).
- 1927 – Lê Trung Trực, Chuẩn tướng Quân lực Việt Nam Cộng hòa (m. 2002).
- 1927 – Giáo hoàng Biển Đức XVI (m. 2022)
- 1940 – Nữ hoàng Đan Mạch Margrethe II

## Mất
- 1781 – Đỗ Thanh Nhơn, danh tướng Việt Nam cuối thế kỷ 18.
- 1813 – Kutuzov, Nguyên soái Đế quốc Nga (s. 1745)
- 1896 – Nguyễn Phúc Miên Tằng, tước phong Hải Quốc công, hoàng tử con vua Minh Mạng (s. 1828)
- 1947 – Huỳnh Phú Sổ, người sáng lập đạo Phật giáo Hòa Hảo. (s. 1920)
- 2021 – Phượng Vũ, ca sĩ, nhạc sĩ người Việt Nam (s. 1947)
- 2021 – Helen McCrory, nữ diễn viên người anh (s. 1968)

## Ngày lễ và ngày kỷ niệm
- ... 1993, 2004, 2015 ... – Thứ sáu trong tuần lễ sau Lễ Phục Sinh
- Iceland: Ngày sinh của Nữ hoàng